# Yamaha YMF278
L'YMF278B, noto anche come OPL4 (OPL sta per FM Operator Type-L), è un chip sonoro prodotto da Yamaha Corporation che incorpora sia un sintetizzatore FM che un sintetizzatore con campioni musicali.

## Specifiche tecniche
Il sintetizzatore con campioni musicali è basato su un dispositivo PCM, che converte in forma digitale un segnale analogico. Le sue caratteristiche tecniche principali sono:
- possibilità di gestire fino a 24 suoni (voci) contemporaneamente
- frequenza di campionamento in uscita di 44,1 kHz (accetta anche campioni a 22,05 kHz, che saranno scalati a 44,1 kHz prima di mandarli in output)
- lunghezza dei dati delle forme d'onda generate di 8, 12 o 16 bit
- uscita stereo (con 16 livelli di stereo per ogni voce)

Il sintetizzatore PCM può gestire fino a 512 tabelle d'onda e fino a 4 MB di memoria esterna per i dati dell'onda, sia di tipo ROM che SRAM: se viene usata quest'ultima, l'OPL4 può scaricare direttamente i dati dell'onda.

## Componenti
Il sintetizzatore FM è essenzialmente uno Yamaha YMF262 (OPL3), retrocompatibile sia con lo Yamaha YM3526 (OPL) che con lo Yamaha YM3812 (OPL2). Come l'OPL3, può operare in 4 modalità:
- 18 canali ognuno con 2 oscillatori FM
- 6 canali ognuno con 4 oscillatori FM + 6 canali con 2 oscillatori FM
- 15 canali con 2 oscillatori FM ciascuno + 5 tamburi FM
- 6 canali con 4 oscillatori FM ciascuno + 3 canali con 2 oscillatori FM ciascuno + 5 tamburi FM

L'utilizzo delle modalità con 4 oscillatori FM per canale permette dei suoni più complessi ma riduce le possibilità di polifonia.
Il sintetizzatore FM offre 8 forme d'onda:
- sinusoide semplice
- metà sinusoide
- sinusoide assoluta
- quarto di sinusoide
- sinusoide a "dorso di cammello"
- onda quadra
- dente di sega logaritmica

A differenza dell'OPL3, che ha 4 canali in uscita, l'OPL4 ne presenta 6.

## Utilizzi
L'YMF278B fu usato nella scheda audio Moonsound per gli home computer MSX e nella scheda Yamaha SoundEdge per gli IBM compatibili.

## Connettività
Per memorizzare i dati delle onde si può adoperare lo Yamaha YRW801, un chip di ROM capace di contenere 2 MB di dati, che sono circa 330 campioni, principalmente a 12 bit e 22,05 kHz di frequenza, con alcuni tamburi campionati a 44,1 kHz. Il chip è compatibile con lo standard MIDI (128 melodie, 47 percussioni).
Per gli effetti sonori l'OPL4 può essere connesso ad un EP (Effects Processor) come lo Yamaha YSS225, che aggiunge diversi effetti sonori.
Come molti dei suoi predecessori, l'output dell'OPL4 è in formato digitale per cui è richiesto l'uso di un convertitore digitale-analogico (DAC, da Digital-to-Analog Converter) esterno: allo scopo è stato progettato lo Yamaha YAC513.